# Michał Kowalski (malarz)
Michał Sergiusz Kowalski (ur. 1960) – polski malarz, jeden z polskich twórców „Nowej Ekspresji” znanej na świecie jako neofowizm lub neoabstrakcjonizm (w Niemczech twórcy tego nurtu występowali pod hasłem „Nowi Dzicy”).
Malarstwo studiował na Akademii Sztuk Pięknych w Warszawie (1979 – 1985). W latach 1986 – 1995 mieszkał w Paryżu, a od 1995 roku mieszkał i pracował w Warszawie. Po śmierci matki w lutym 2007 roku znów przeniósł się do Paryża. 

## Ważniejsze wystawy
- 1989 Galerie de l’Ormeau, Le Castellet, Francja
- 1990 Galerie Rogelio Ibanez, Paryż
- 1990 Galerie Perchee, Paryż 1991 Galerie Rogelio Ibanez, Paryż
- 1992 Galerie Dorfman – Roux, Paryż
- 1993 Espace Totem, Paryż
- 1994 Grand Hotel de l’Opera, Tuluza, Francja
- 1994 Casino de Deauville sur Mer, Francja
- 1997 Galerie Artemise, Dinard, Francja (en permanance)
- 2003 Galeria Modulor, Warszawa
- 2004 Galeria Modulor, Warszawa 2005 Galerie Art. – Montparnasse, Paryż
- 2006 Galerie Thuillier, Paryż